# Polarull
Polarull (Eriophorum scheuchzeri) är en flerårig växt inom ullsläktet (Eriophorum) och halvgräsfamiljen.
Arten växer med utlöpare och har en enda tät blomsamling i toppen av stjälken. Bladen är korta och rännformiga. Efter blomningen får polarull precis som andra arter i ullsläktet
karaktäristiska långa, vita borst vilket ger växten det karaktäristiska "bomullstuss"-utseendet.

## Förväxlingsarter
Den närmaste släktingen är rostull som precis som polarull inte är tuvad utan växer med utlöpare. Rostull har dock tydligt rostfärgade borst efter blomningen vilket gör den omisskännlig. De båda arterna är närstående och hybridiserar. En intermediär form, räknad som underart till rostull, benämns E. russeolum ssp. rufescens, lappull. Denna liknar mycket polarull men har svagt rostfärgade borst och något längre ståndarknappar.
En annan något liknande art är tuvull (E.vaginatum) men denna har som namner antyder ett tuvat växtsätt. Ängsull (E.angustifolium) har till skillnad från både polarull och tuvull flera blomställningar i toppen av stjälken.

## Växtplats och ekologi
Polarull växer på våt torvmark i norra delarna av Norden. Det kan vara myrar, kärr, källdrag, diken eller stränder. Den är indifferent till kalk. Genom sina utlöpare bildar den ofta stora bestånd.

## Utbredning
Polarull är vanlig i norra delarna av Norden med tyngdpunkt i fjällkedjan. Den finns även på Island och Svalbard. Världsutbredningen är nordligt cirkumpolär.

## Bilder

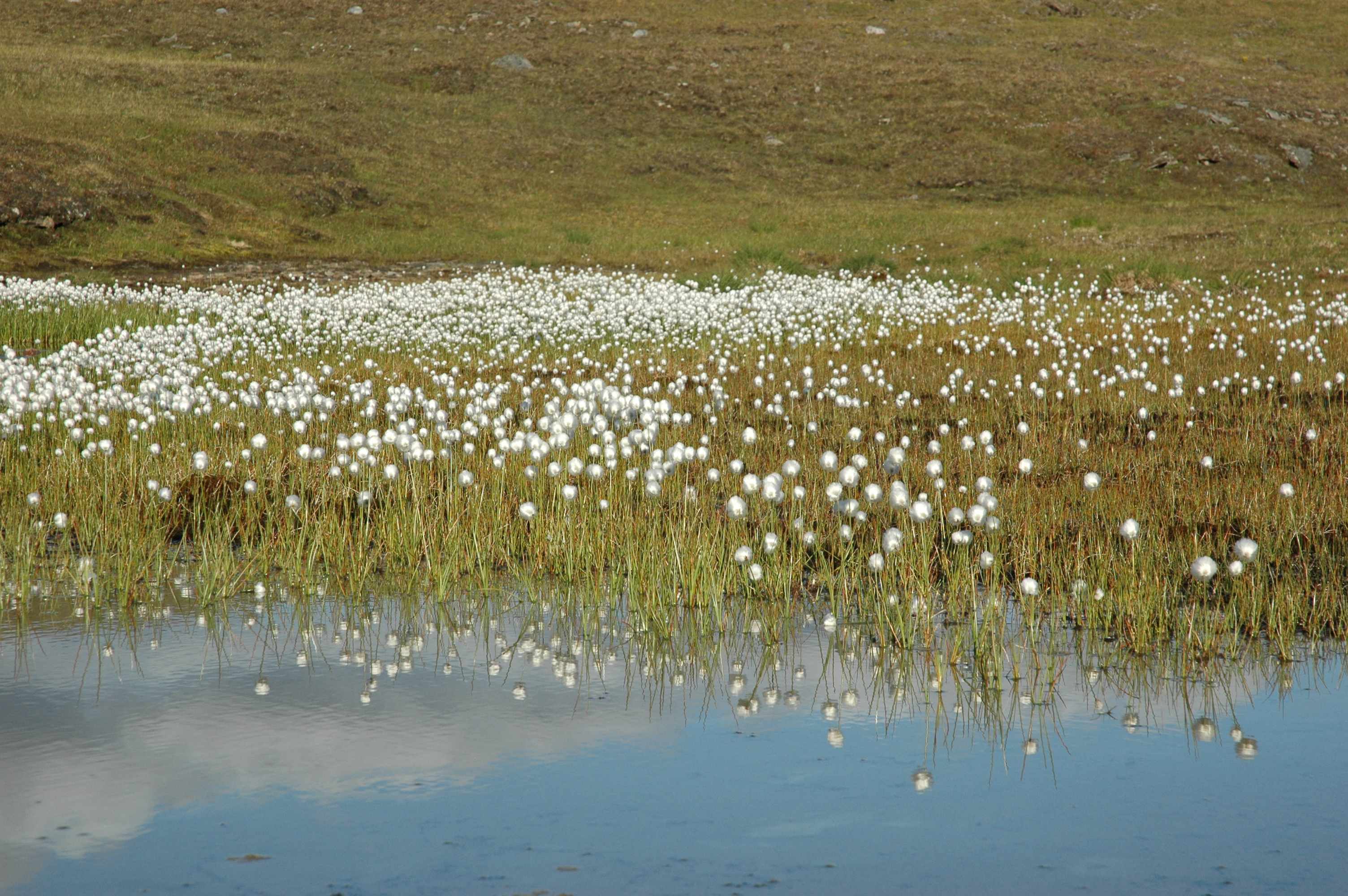
Typiskt växtplats för Polarull
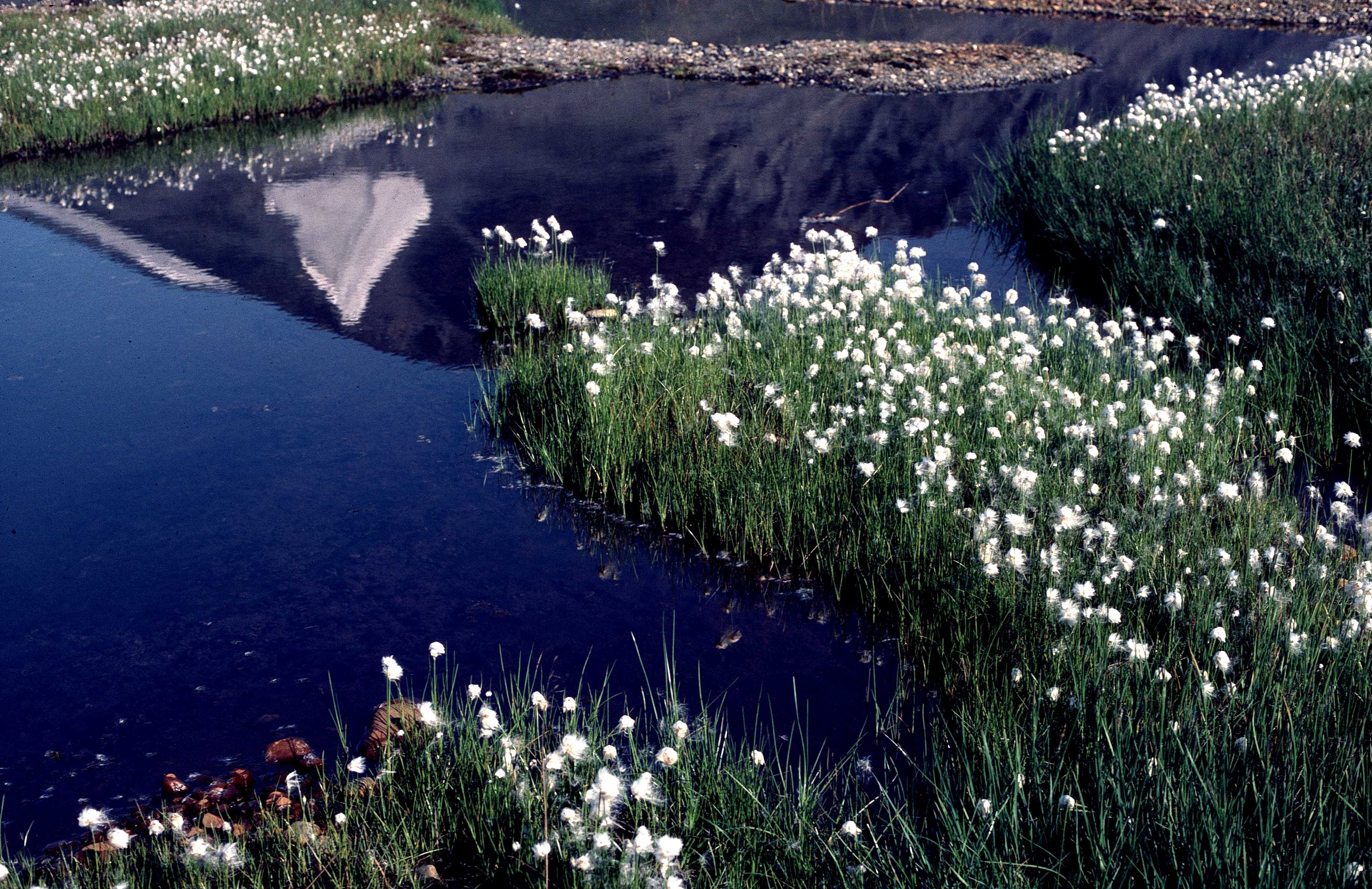
Polarull på Pielavalta, Sarek
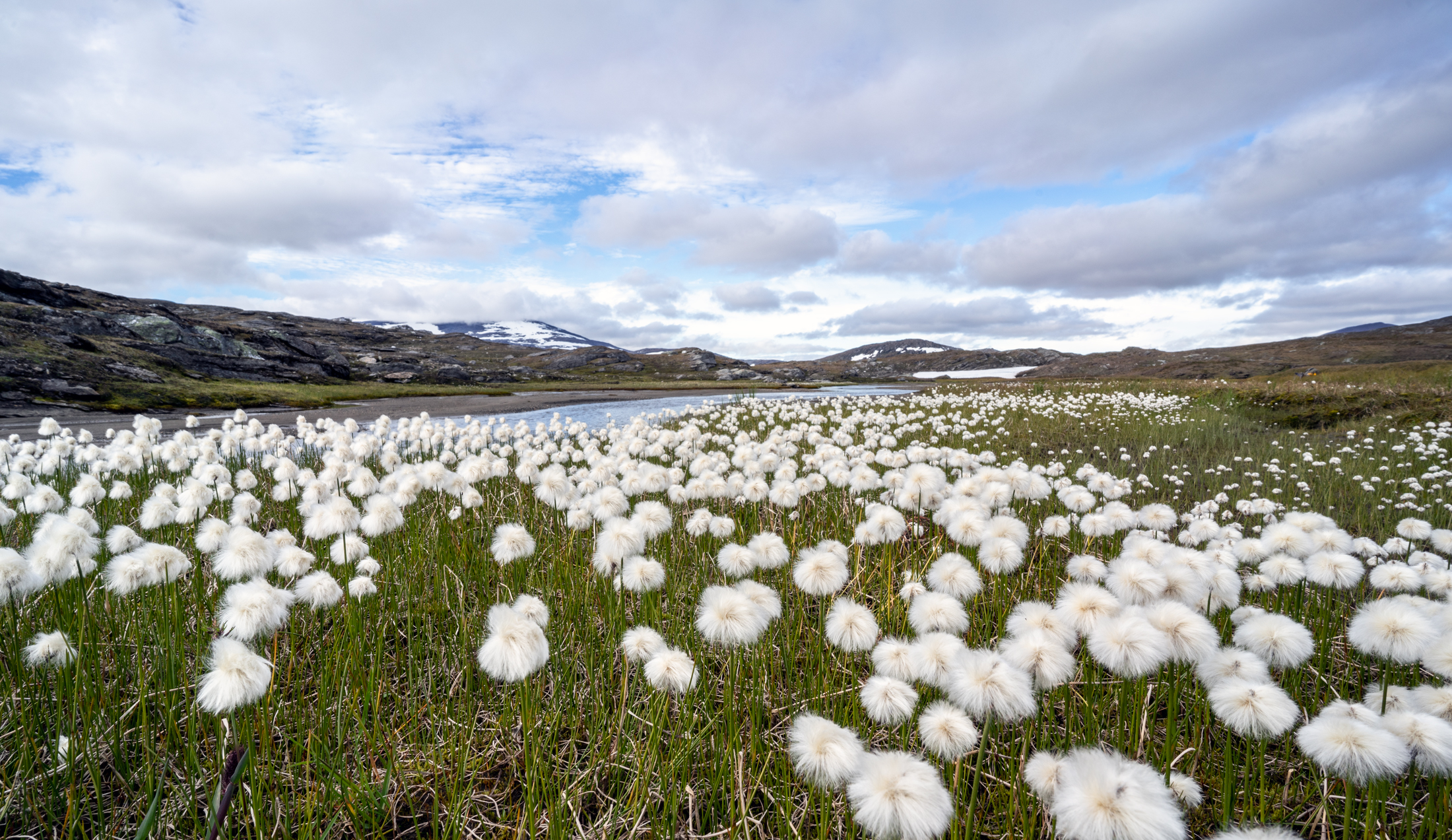
Polarull i sydligaste Padjelanta 1008 m ö.h.
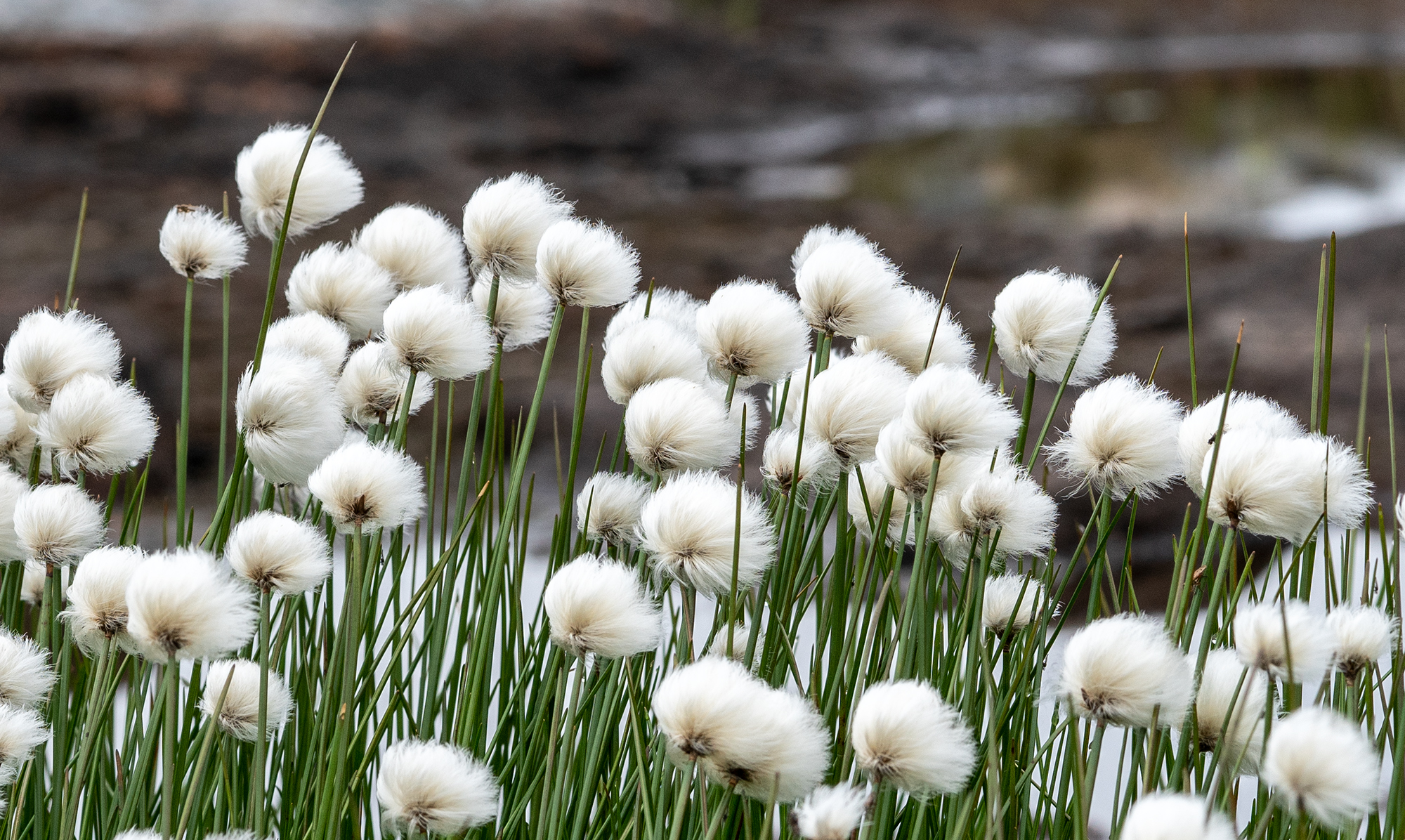
Polarull på Ráhkotjåhkkå (västra Padjelanta) 1060 m ö.h.